# Tv world
tv world ist eine Beilage zu deutschen Programmzeitschriften der Bauer Media Group. tv world ist nur für Abonnenten von Fernsehzeitschriften der Bauer Media Group, z. B. Tv14 oder TV Hören und Sehen, erhältlich.

## Entstehung
Die Zeitschrift unter Chefredakteur Stefan Westendorp erschien erstmals am 16. Juni 2004 mit einer Auflage von 450.000 Exemplaren. Sie wurde als Pendant zu TV Digital aus der Axel Springer Verlagsgruppe gedruckt und richtete sich an die Zuschauer aller Premiere-Sender, listete aber auch frei empfangbare Kanäle. tv world erschien zweiwöchentlich auf 196 Seiten. Der Preis lag bei 1,00 Euro.

## Inhalt
Der Heftumfang beträgt über 60 Seiten (Stand: Juni 2022) und stellt das Fernsehprogramm der Digital- und Pay-TV-Sender dar.